# اکبرآباد (زرین‌دشت)
اکبرآباد یک روستا در ایران است که در بخش زرین‌دشت در شهرستان نهاوند استان همدان واقع شده‌است. اکبرآباد ۱۲۷ نفر جمعیت دارد.

## جمعیت
این روستا در دهستان فضل (نهاوند) قرار دارد و براساس سرشماری مرکز آمار ایران در سال ۱۳۸۵، جمعیت آن ۱۲۷ نفر (۲۹ خانوار) بوده‌است.